# Большекиварское (сельское поселение)
Большекиварское — упразднённое муниципальное образование со статусом сельского поселения в Воткинском районе Удмуртии Российской Федерации.
Административный центр — деревня Большая Кивара.
25 июня 2021 года упразднено в связи с преобразованием муниципального района в муниципальный округ.

## Население
| 2010  | 2012  | 2013  | 2014  | 2015  | 2016  | 2017  |
| ----- | ----- | ----- | ----- | ----- | ----- | ----- |
| 1900  | ↘1825 | ↘1798 | ↘1728 | ↘1693 | ↘1670 | ↘1659 |
| 2018  | 2019  | 2020  |       |       |       |       |
| ↗1709 | ↘1689 | ↘1651 |       |       |       |       |

## Населённые пункты
- деревня Большая Кивара,
- деревня Бакаи,
- деревня Дубровино,
- деревня Ильинское,
- село Кельчино,
- деревня Липовка,
- деревня Осиновка,
- село Пихтовка,
- деревня Подгорный,
- деревня Самолет,
- деревня Шалавенки,
- деревня Кленовая.